# Бартошек, Милан
Милан Бартошек (чеш. Milan Bartošek; 5 мая 1913, Хрудим — 25 февраля 1996, Прага) — чешский учёный-правовед, профессор, доктор римского права.

## Биография
Родился 5 (18) мая 1913 года в Хрудиме (ныне — Чехия). С 1931 по 30. 9. 1935 учился на юридическом факультете Карлова университета в Праге. Совершенствовался по римскому праву в Италии. Автор более сорока печатных трудов.

## Труды
- Senatusconsultum Trebellianum. Praha, 1945.
- Captivus : studie o právním postavení římského občana-válečného zajatce / Milan Bartošek.Vydání Vyd. 1. Nakl. údaje Praha : Knihovna sborníku věd právních a státních, 1948.
- Римское право и социалистическое общество. Прага,
- Речи Цицерона против Варреса. Прага,
- Римское право: (Понятия, термины, определения): Пер. с чешского. М., 1989. — 448 с. ISBN 5-7260-0069-2
- Škola právnického myšlení.Praha,
- Энциклопедия римского права. М., 1989.